# Charles L. Moses

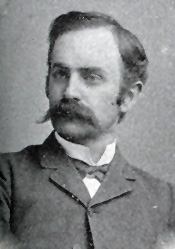
Charles L. Moses

Charles Leavell Moses (* 2. Mai 1856 bei Turin, Coweta County, Georgia; † 10. Oktober 1910 in Atlanta, Georgia) war ein US-amerikanischer Politiker. Zwischen 1891 und 1897 vertrat er den Bundesstaat Georgia im US-Repräsentantenhaus.

## Werdegang
Charles Moses besuchte die öffentlichen Schulen seiner Heimat und studierte danach bis 1876 an der Mercer University in Macon. Danach wurde er im Schuldienst und in der Landwirtschaft tätig. Charles Moses leitete einige Jahre lang die Newnan Academy for Boys in Newnan. 1886 gab er den Schuldienst auf und widmete sich intensiv der Landwirtschaft. Damals schloss er sich der Farmerbewegung (Farmers’ Alliance) an. Politisch war er Mitglied der Demokratischen Partei. Im Lauf der Jahre war er sowohl Delegierter zu mehreren Democratic National Conventions als auch auf einigen regionalen Parteitagen in Georgia.
Bei den Kongresswahlen des Jahres 1890 wurde Moses im vierten Wahlbezirk von Georgia in das US-Repräsentantenhaus in Washington, D.C. gewählt, wo er am 4. März 1891 die Nachfolge von Thomas Wingfield Grimes antrat. Nach zwei Wiederwahlen konnte er bis zum 3. März 1897 drei Legislaturperioden im Kongress absolvieren. Von 1893 bis 1895 war er Vorsitzender des Pensionsausschusses.
Im Vorfeld der Wahlen des Jahres 1896 wurde Moses von seiner Partei nicht für eine weitere Legislaturperiode nominiert. In den folgenden Jahren arbeitete er wieder in der Landwirtschaft. Charles Moses starb am 10. Oktober 1910 in Atlanta.